# USS LST-688
O USS LST-688 foi um navio de guerra norte-americano da classe LST que operou durante a Segunda Guerra Mundial.